# 贋造
贋造（がんぞう）とは、他者を偽る意図を持って、本物（真物）に似せて作ること。
贋造された物全般は贋造物（がんぞうぶつ）、作品は贋作（がんさく）、製品は贋造品（がんぞうひん）と言う。
他者を偽る意図を持たない場合は「贋造」には当たらず、それは模造（もぞう）であり、ときに複製である。模造は、正当な目的を持って行われるか、浅慮や無知の結果として行われることはあっても他者をあざむく意図は無く、中には結果的に罪を問われるケースもありはするが、他者を害することを予想して作られることは無い。その点で贋造とは全く別物である。ただし、「本物（真物）」と言い張る「贋造」がある以上、悪意を隠して「模造」と言い張る「贋造」もまた、当然にあり得る。

## 概要
2000年代から2010年代にかけて、中国製品に贋造品が多いことが大きな問題となっている。日本でも、第二次世界大戦の戦後混乱期以降数十年の間は贋造が多く発生していた。終戦直後の時代に多発したメタノール入り密造酒による失明などは特に語られることの多い実例である。現代日本ではこの手の贋造は過去のものとされ、食品や薬品の贋造に対する十分な検疫体制が執られているとは言いがたい。

## 贋造の例
- 贋作
  - 偽書
- 偽造（贋造）
- 貴金属の贋造 ：銀や銀の土台に鍍金を行ったり、地金自体に銀や銅を混ぜ込む[注 4]。主に金製品で行われる。金本位制の時代には意図的に政府がこれを行ったことがある(例：万延小判)。

- 医薬品等で、甘味を与えるため、グリセリン等を添加する製品 ：甘みがあるエチレングリコールや、ジエチレングリコールを加える。本来の物よりも価格が安いため。
- 密造酒 ：通常の醸造酒や蒸留酒を水などで薄め[注 5]、メタノールを添加する。酒のアルコール分であるエタノールよりも価格が安いため。
- 小売酒屋による酒の不当な水増し ：樽売りする町の小売酒屋がまだ至極一般的であった頃の日本（おおよそ、モータリゼーション到来以前の日本）では、仕入れた酒を水で薄めて客好みに調整するのが当然の正当な作業であったが、手っ取り早く稼ぐために度を過ぎた水増しをする不実な店もなかにはあった。
- 小麦粉や飼料など、蛋白質を含む製品の贋造 ：窒素含有量が高いメラミンやシアヌル酸を加える[1]。窒素量に換算して行う蛋白質の含有量を検査する方法では、見かけ上の蛋白質含有量が増える。偽造香水: 有名な香水の配合やデザインをコピーしたもの。人気の香水ブランドやフレグランスには、偽物を見分ける特別な方法があります。注意すべき一般的な兆候: きちんとしたパッケージ、高品質の印刷されたシンボル、誤字がないこと。[2]

## 特記事項
- 贋造博物館